# Aisha Yesufu
Aisha Yesufu, née le 12 décembre 1973 dans l'État de Kano, est une militante sociopolitique nigériane. 

## Biographie

### Famille et vie privée
Aisha Yesufu naît de parents Edo et grandit à Kano. Elle éprouve la difficulté d'être une petite fille dans un environnement fortement patriarcal. Selon ses paroles, « À l'âge de 11 ans, je n'avais pas d'amies parce qu'elles étaient toutes mariées, mais je voulais être éduquée et quitter le ghetto »,. 
En 1996, elle épouse Aliu avec qui elle aura deux enfants.
Elle déclare à ce sujet : « La plupart de mes camarades étaient presque des grands-mères lorsque je me suis mariée à 24 ans ».

### Engagement civique et politique
Yesufu est co-organisatrice au mouvement Bring Back Our Girls, un groupe de défense qui attire l'attention sur l'enlèvement de plus de 200 filles dans une école secondaire à Chibok, Nigéria, le 14 avril 2014, par le groupe terroriste Boko Haram. Elle fait partie des femmes manifestantes réunies à l'Assemblée nationale du Nigéria, dans la capitale du pays, Abuja, le 30 avril 2014,.
Yesufu est également à l'avant-garde du mouvement End SARS, qui attire l'attention sur les excès d'une unité de police controversée de la police nigériane, appelée Special Anti-Robbery Squad (SARS). Elle déclare qu'elle ne quitterait pas la lutte contre la manifestation End SARS au Nigeria, pour l'avenir de ses enfants.
En février 2023, elle participe à un meeting de Peter Obi, candidat à l'élection présidentielle de 2023 pour le Parti travailliste.

## Distinction
Yesufu figure sur la liste des 100 femmes de la BBC annoncée le 23 novembre 2020,.